# Halowe Mistrzostwa Europy w Lekkoatletyce 1983 – bieg na 3000 m kobiet
Bieg na 3000 metrów kobiet – jedna z konkurencji biegowych rozgrywanych podczas halowych lekkoatletycznych mistrzostw Europy w Sportscsarnok w Budapeszcie. Rozegrano od razu bieg finałowy bieg finałowy 6 marca 1983. Zwyciężyła reprezentantka Związku Radzieckiego Jelena Sipatowa. Tytułu zdobytego na poprzednich mistrzostwach nie obroniła Agnese Possamai z Włoch, która tym razem zdobyła srebrny medal.

## Rezultaty
Wystąpiło 7 biegaczek.
Opracowano na podstawie materiału źródłowego.
| Miejsce | Zawodniczka        | Czas    |
| ------- | ------------------ | ------- |
| 1       | Jelena Sipatowa    | 9:04,40 |
| 2       | Agnese Possamai    | 9:04,41 |
| 3       | Jelena Małychina   | 9:04,52 |
| 4       | Vera Michallek     | 9:06,71 |
| 5       | Ilona Jankó        | 9:30,28 |
| 6       | Margherita Gargano | 9:32,56 |
| 7       | Doris Weilharter   | 9:35,65 |